# LateNightTales
LateNightTales (in precedenza Another Late Night) è una serie di album edita dall'etichetta discografica indipendente LateNightTales.
In ogni album un compositore o un disc jockey inserisce tracce di altri artisti mixate in un DJ set: l'editore chiede infatti di creare un album con la propria musica preferita, quei brani che li hanno ispirati nel fare della musica la propria professione. Molti degli album contengono alla fine una story track, letta da inglesi famosi come Brian Blessed e Patrick Moore.

## Pubblicazioni
- 2001 - Fila Brazillia
- 2001 - Howie B
- 2001 - Rae & Christian
- 2002 - Zero 7
- 2002 - Groove Armada
- 2002 - Tommy Guerrero
- 2003 - Kid Loco
- 2003 - Nightmares on Wax
- 2003 - Sly & Robbie
- 2003 - Jamiroquai
- 2004 - Turin Brakes
- 2004 - Four Tet
- 2005 - The Flaming Lips
- 2006 - Belle & Sebastian
- 2006 - AIR
- 2006 - David Shrigley
- 2007 - Nouvelle Vague
- 2007 - Fatboy Slim
- 2008 - Groove Armada
- 2008 - Arctic Monkeys (Matt Helders)
- 2009 - Snow Patrol
- 2010 - The Cinematic Orchestra
- 2010 - Midlake
- 2011 - Trentemøller
- 2011 - MGMT
- 2012 - Belle & Sebastian vol. 2
- 2012 - Music for pleasure selezionata da Tom Findlay (Groove Armada)
- 2012 - Metronomy
- 2012 - Friendly Fires
- 2013 - Bill Brewster (LateNightTales Presents After Dark)
- 2013 - Röyksopp
- 2013 - Rae & Christian (LateNightTales: Mercury Rising)
- 2013 - Bonobo
- 2014 - Django Django
- 2014 - Bill Brewster (LateNightTales Presents After Dark: Nightshift)
- 2014 - Franz Ferdinand
- 2014 - Tom Findlay (LateNightTales Presents Automatic Soul)
- 2015 - Jon Hopkins
- 2015 - Bill Brewster (LateNightTales Presents After Dark: Nocturne)
- 2015 - Nils Frahm
- 2016 - Ólafur Arnalds
- 2017 - BadBadNotGood